# Damalina nitida
Damalina nitida är en tvåvingeart som beskrevs av Hermann 1914. Damalina nitida ingår i släktet Damalina och familjen rovflugor.
Artens utbredningsområde är Taiwan. Inga underarter finns listade i Catalogue of Life.